# Hidenori Nodera
Hidenori Nodera (野寺秀徳, Nodera Hidenori; Izu, 7 juni 1975) is een Japanse voormalig wielrenner. Hij werd in Japan tweemaal nationaal kampioen.

## Carrière
Hidenori Nodera werd in 2001 prof bij het Italiaanse Team Colpack-Astro en nam deel aan de Giro van 2001 en de Giro van 2002. Vanaf 2003 reed hij voor het Japanse Shimano Racing, dat in 2005 opging in het Nederlandse Skil-Shimano. In 2003 en 2004 was hij al op het podium geëindigd van het Japans kampioenschap op de weg en in 2005 werd hij uiteindelijk Japans kampioen. Na nog eens twee podiumplaatsen werd hij in 2008 een tweede maal nationaal kampioen. Na zijn carrière bleef hij bij Shimano Racing actief als ploegdirecteur.

## Belangrijkste overwinningen
2003
Eindklassement Jelajah Malaysia
 Japans kampioenschap op de weg, elite
2004
 Japans kampioenschap op de weg, elite
2005
 Japans kampioen op de weg, elite
2006
 Japans kampioenschap op de weg, elite
2007
 Japans kampioenschap op de weg, elite
2008
 Japans kampioen op de weg, elite
2009
 Japans kampioenschap op de weg, elite
2010
 Japans kampioenschap op de weg, elite

### Resultaten in voornaamste wedstrijden
| Jaar | Ronde van Italië | Ronde van Frankrijk | Ronde van Spanje |
| ---- | ---------------- | ------------------- | ---------------- |
| 2001 | opgave           |                     |                  |
| 2002 | 139e             |                     |                  |
| 2003 |                  |                     |                  |
| 2004 |                  |                     |                  |
| 2005 |                  |                     |                  |
| 2006 |                  |                     |                  |
| 2007 |                  |                     |                  |
| 2008 |                  |                     |                  |

| Jaar | Amstel Gold Race | Ronde van Lombardije |  | WK op de weg |
| ---- | ---------------- | -------------------- |  | ------------ |
| 2001 |                  | opgave               |  |              |
| 2002 |                  |                      |  |              |
| 2003 |                  |                      |  |              |
| 2004 |                  |                      |  |              |
| 2005 |                  |                      |  |              |
| 2006 | opgave           |                      |  | opgave       |
| 2007 |                  |                      |  |              |
| 2008 |                  |                      |  | opgave       |

Wielerploegen van Hidenori Nodera
Abe ·
Bos ·
ten Dam ·
Doi ·
Hirose ·
Kano ·
van Katwijk ·
Kemna ·
Nodera ·
Ouchi ·
Reinerink ·
Schumacher ·
Shinagawa ·
Smink ·
Tsuji ·
van der Wal ·
Yamamoto
Abe ·
Doi ·
Fang ·
Goesinnen ·
Hirose ·
van Hummel ·
Jin ·
Kano ·
Langeveld ·
Martens ·
Meschenmoser ·
Nodera ·
Ouchi ·
Reinerink ·
Rooijakkers ·
Shinagawa ·
Tjallingii ·
Tsuji ·
Vierhouten · 
Wallaard ·
Weissinger · 
Yamamoto · 

Deroo (stagiair) 
Abe ·
Bacquet ·
den Bakker ·
Deroo ·
Doi ·
Fang ·
Goesinnen ·
Hirose ·
van Hummel ·
Ji · 
Jin ·
Kano ·
Lhotellerie ·
Martens ·
Meschenmoser ·
Müller · 
Nodera ·
Ouchi ·
Rooijakkers ·
Shinagawa ·
Timmer ·
Tjallingii ·
Tsuji ·
Vierhouten · 
Yamamoto · 
Hupond (stagiair) 
Abe ·
Bacquet ·
den Bakker ·
Beppu ·
Curvers ·
Deroo ·
Doi ·
Goesinnen ·
Hatanaka ·
Hirose ·
Houanard ·
van Hummel ·
Hupond ·
Iino ·
Ji · 
Jin ·
Kano ·
Lhotellerie ·
Nodera ·
Rooijakkers ·
Siedler ·
Suzuki ·
Timmer ·
Veelers · 
Wagner ·
Chaigneau (stagiair) · 
De Backer (stagiair) 